# Lactarius quieticolor
Ne doit pas être confondu avec Lactaire délicieux.
Lactaire gris orangé, Lactaire orangé gris, Lactaire à couleur de quietus, Lactaire faux-délicieux gris
Espèce
Statut de conservation UICN

 LC  : Préoccupation mineure
Lactarius quieticolor, le Lactaire gris orangé, est une espèce de champignons basidiomycètes de la famille des Russulaceae. Il est caractérisé par son chapeau et son pied grisâtres, ainsi que son inféodation stricte aux Pins. Il fait partie d'un groupe de Lactaires à latex orangé ou rougeâtre assez ressemblants et souvent confondus entre eux par les cueilleurs. C'est un champignon comestible, mais bien moins intéressant que le Lactaire délicieux à qui il ressemble beaucoup.

## Taxonomie
Le nom correct complet (avec auteur) de ce taxon est Lactarius quieticolor Romagn..

### Synonymes
Lactarius quieticolor a pour synonymes :
- Lactarius deliciosus var. hemicyaneus (Romagn.) Krieglst.
- Lactarius deliciosus var. quieticolor (Romagn.) J.Blum
- Lactarius deliciosus var. quieticolor (Romagn.) Krieglst.
- Lactarius hemicyaneus Romagn.
- Lactarius quieticolor f. semisanguinascens Bon
- Lactarius quieticolor var. hemicyaneus (Romagn.) Basso

### Noms vulgaires et vernaculaires
Ce taxon porte en français le nom vernaculaire ou normalisé suivant : Lactaire gris orangé, Lactaire orangé gris, Lactaire à couleur de quietus,, Lactaire faux-délicieux gris.

## Description du sporophore
Le Lactaire gris orangé est un champignon dont le sporophore présente un pied et un chapeau. Le pied est central. Sous le chapeau, l'hyménophore est constitué de lames.
Son chapeau mesure 3 à 10 cm, il est lisse, un peu collant ou plus ou moins visqueux chez les jeunes, parfois tout bleu ou bleu-vert au départ, puis brun orangé à brun briqueté grisâtre, en général plus brun qu'orangé, ou encore rose grisâtre, plus ou moins distinctement zone et plus ou moins verdissant.
L'hyménophore présente des lames orangé saumoné à orangé brunâtre.
Son stipe mesure 3 à 5 cm x 1 à 2,5 cm, de couleur gris orangé à gris saumoné, avec peu ou pas de scrobicules, mais souvent avec un cerne blanc juste sous les lames.
La chair est orangée puis devenant lentement vineux brunâtre, son lait est peu abondant, orangé puis rougeâtre vineux en environ 20 minutes et enfin verdâtre. Sa saveur est douce ou presque et son odeur est faible.

### Caractéristiques microscopiques
Ses spores mesurent 8,5 à 10,5 µm x 6,5 à 8,5 µm.

## Galerie

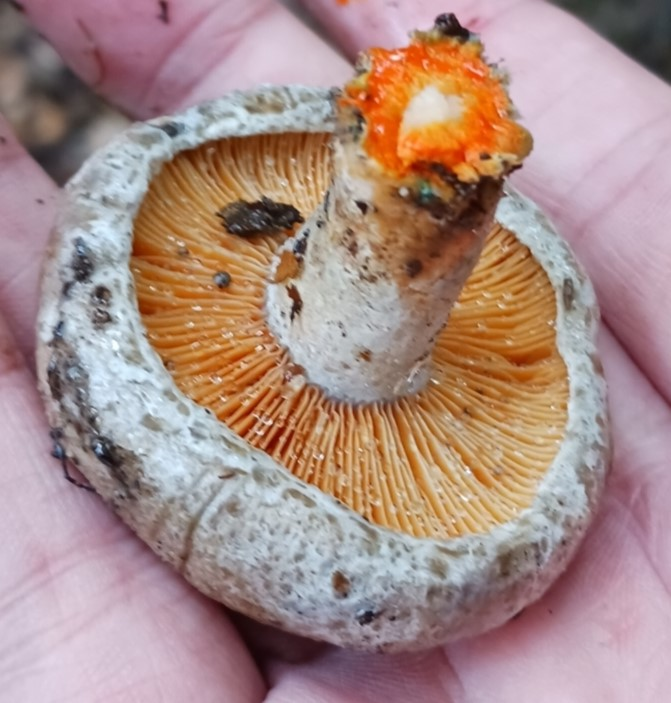
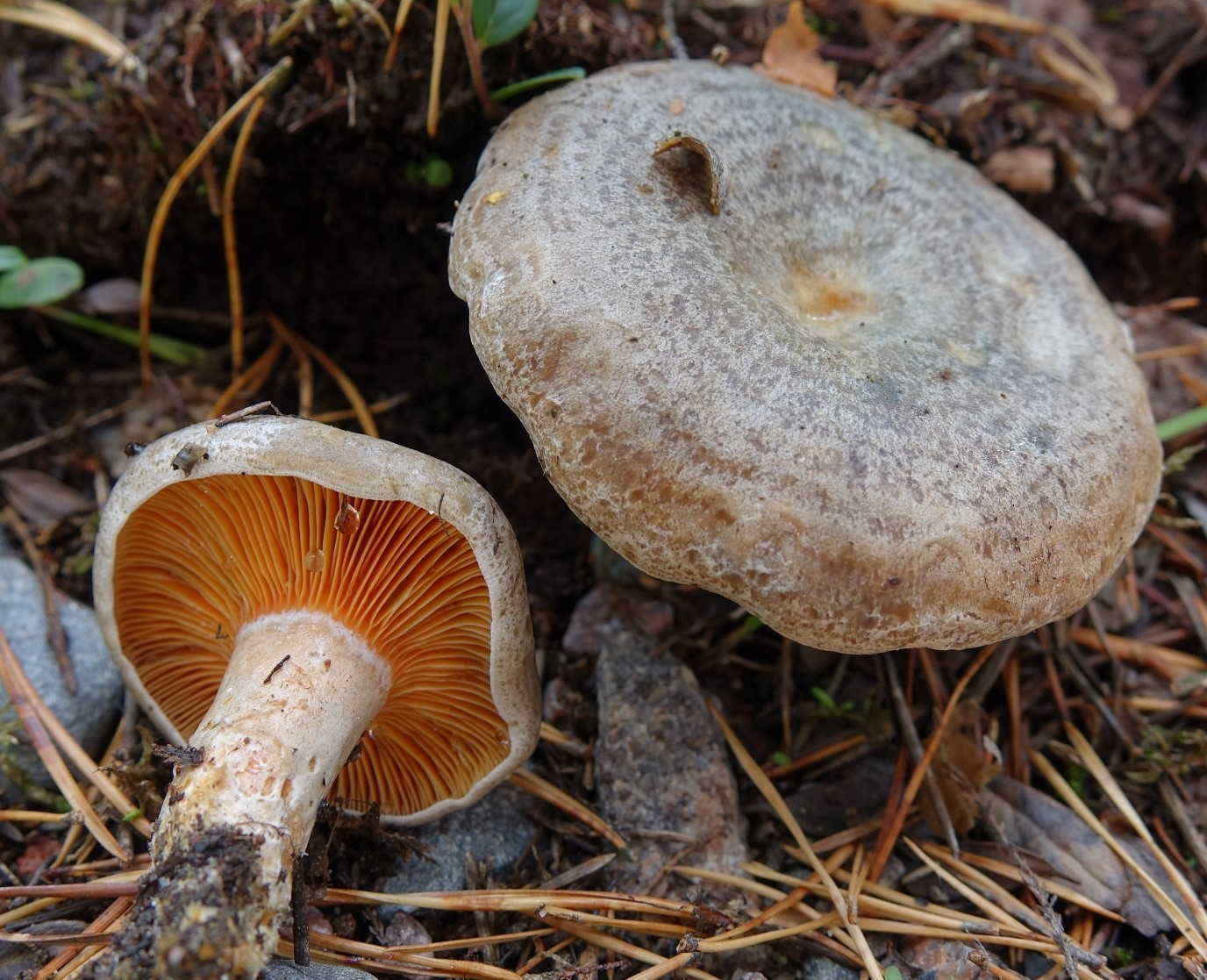
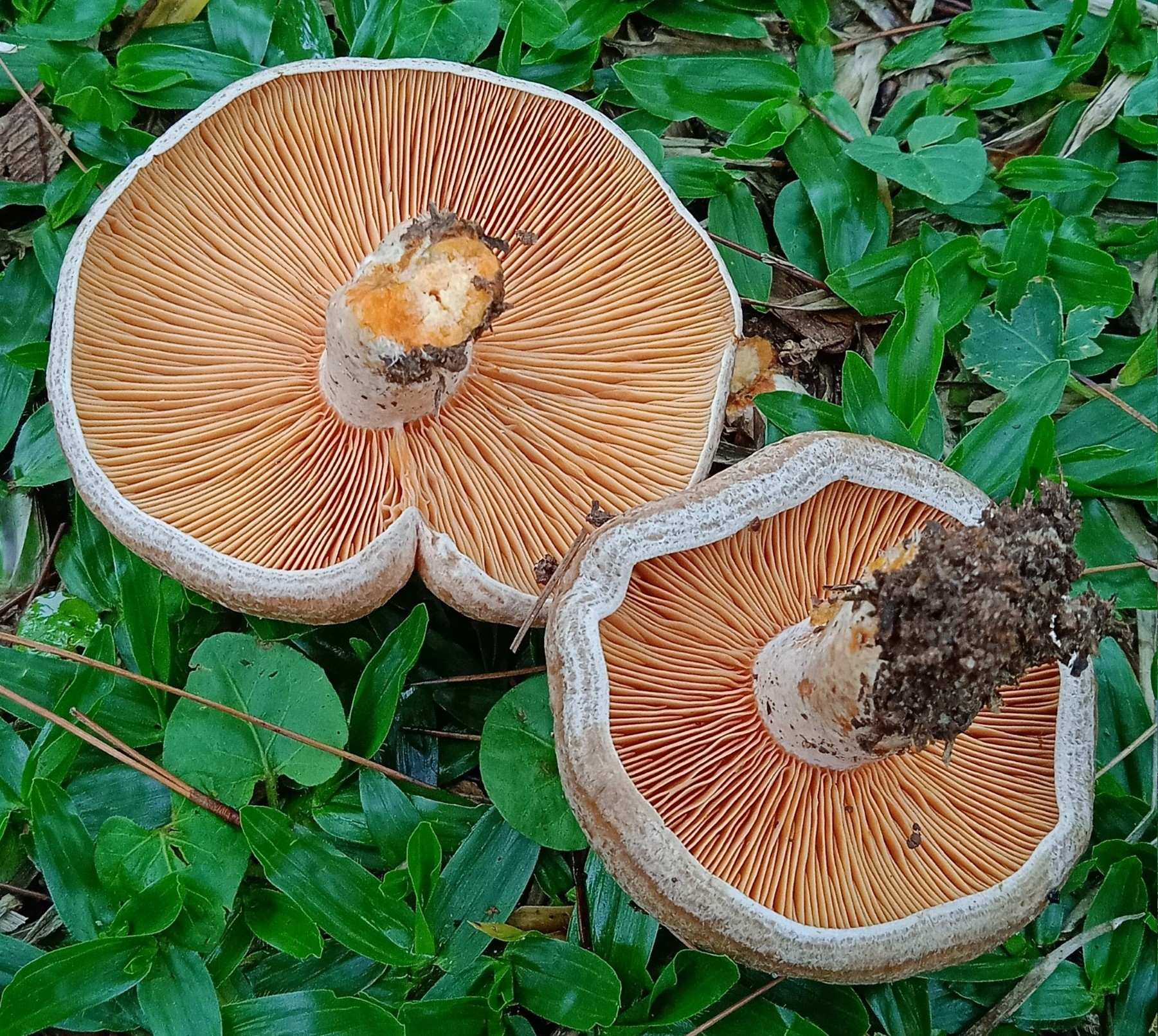
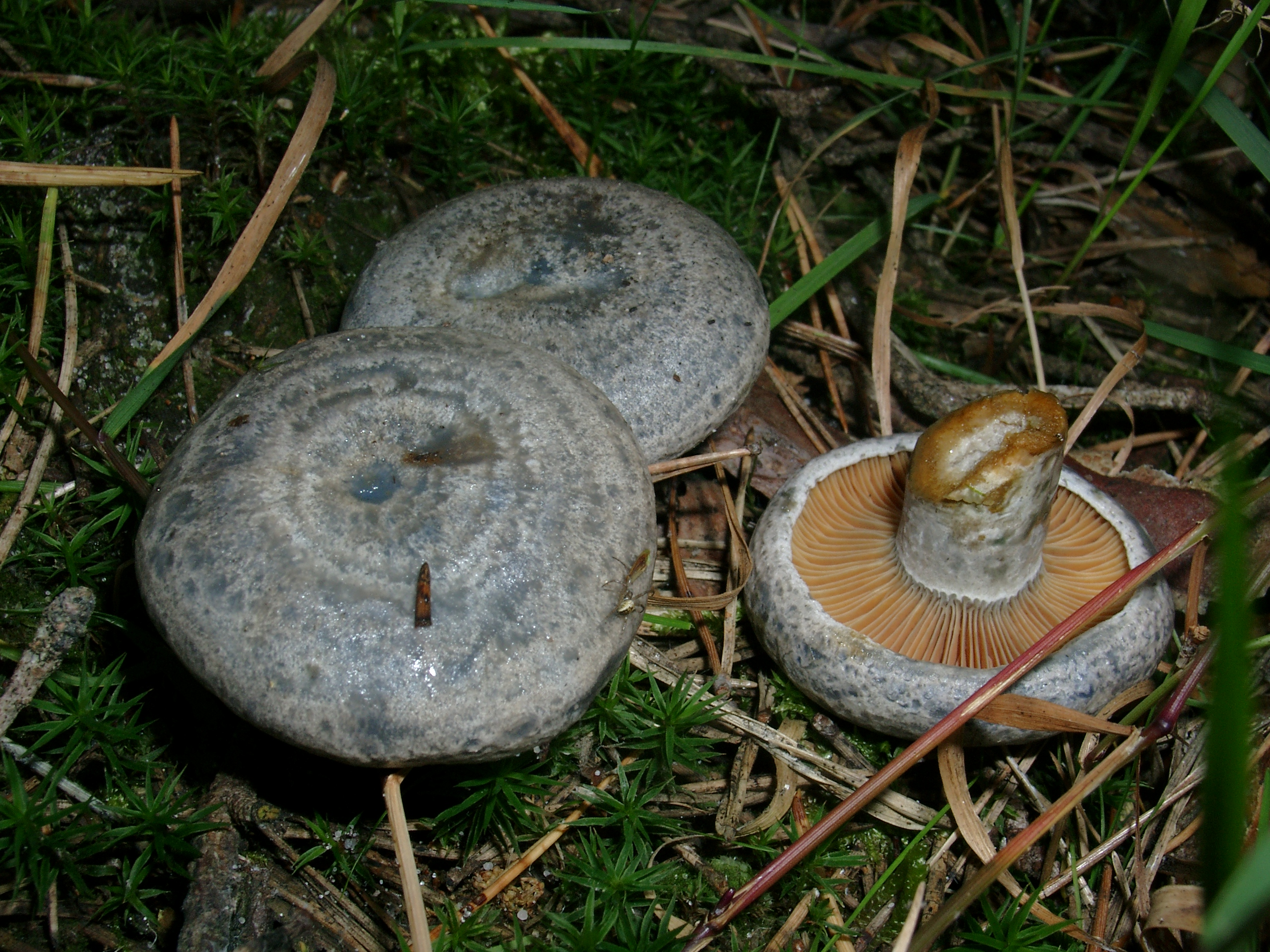
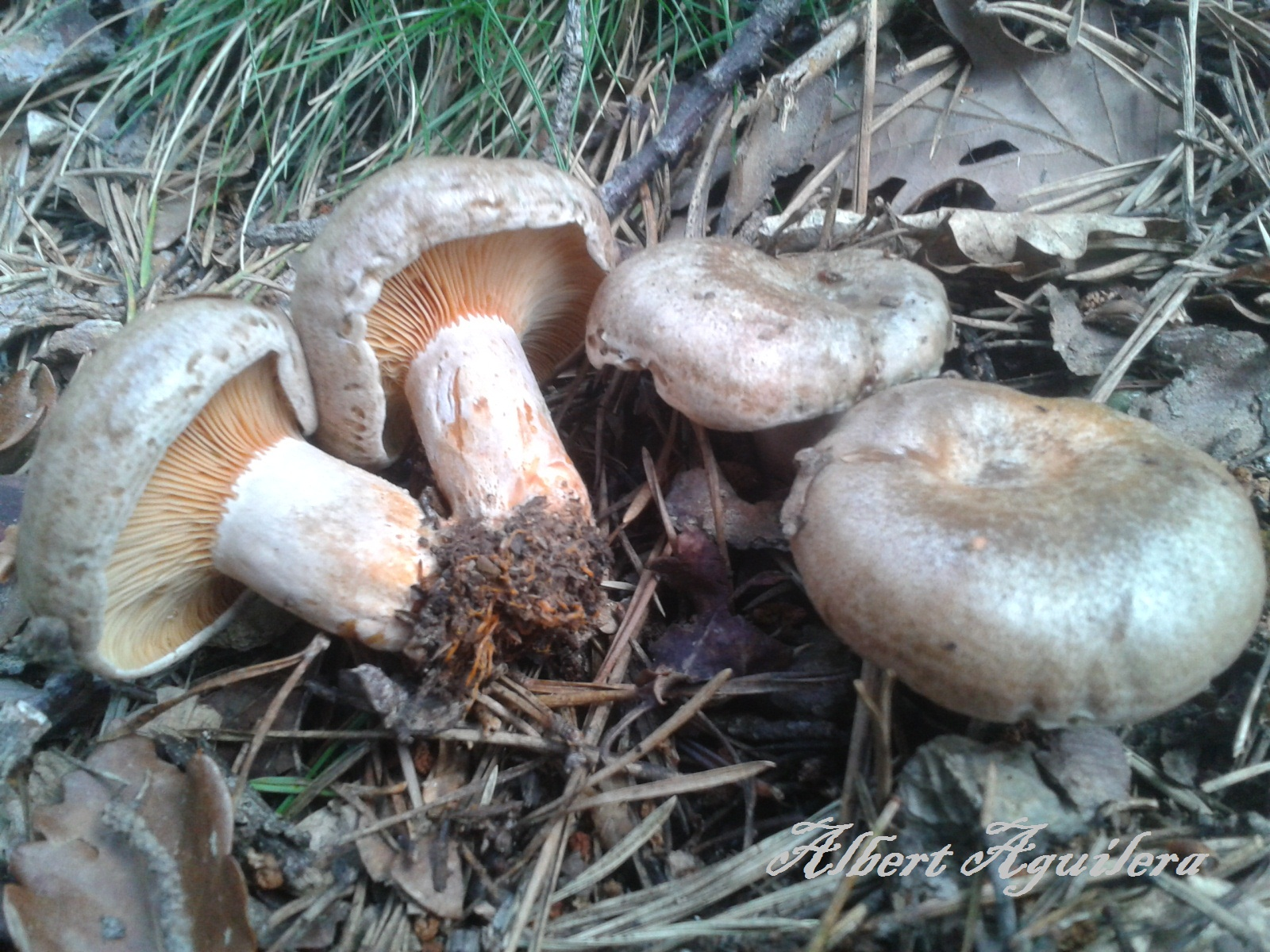
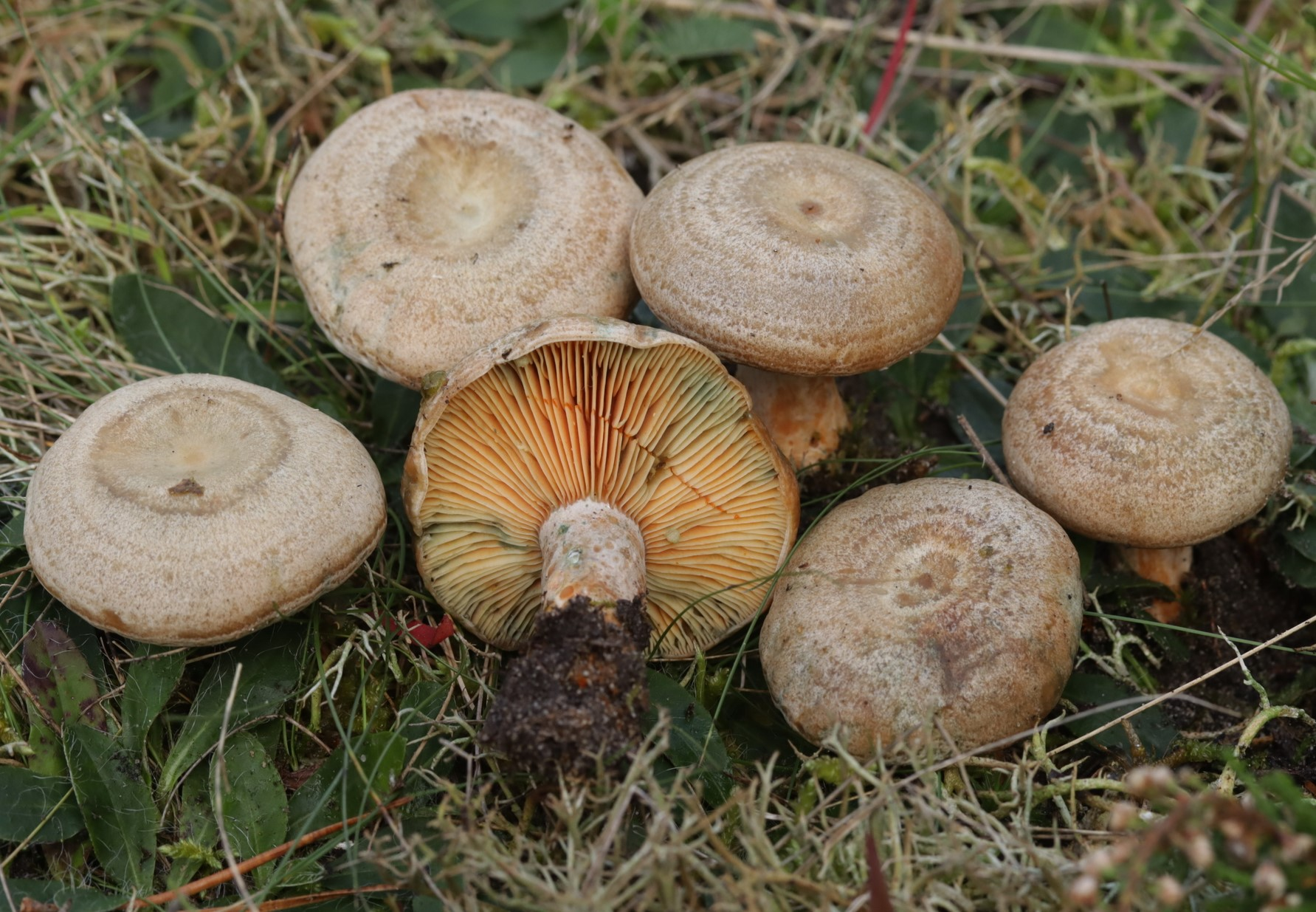

## Variétés et formes
- Lactarius quieticolor f. semisanguinescens serait acidophile et a un lait qui devient lie-de-vin en quelques minutes[5].
- Lactarius quieticolor var. hemicyaneus est une variété à pigments bleus développés, notamment dans la chair du chapeau[4].

## Habitat et distribution
Il s'agit un champignon mycorhizien qui pousse uniquement sous les pins, sur sol plutôt non calcaire ou sableux,.

## Comestibilité
Le Lactaire gris orangé est un comestible moyen sans réelle consommation traditionnelle.

## Confusions possibles
Le Lactaire délicieux (Lactarius deliciosus), poussant aussi sous les pins, a des teintes plus vives et son lait reste orangé.